# Michael Gillis
Michael David Gillis, dit Mike Gillis, (né le 1er décembre 1958 à Sudbury, Ontario au Canada) est un joueur professionnel canadien de hockey sur glace,.

## Carrière de joueur
Il a été repêché en 1e ronde, 5e au total par les Rockies du Colorado au repêchage amateur de 1978. Il évolue dans la Ligue nationale de hockey avec les Canucks de Vancouver au poste de directeur-général et le président.

## Statistiques
| Saison     | Équipe                    | Ligue      |     | Saison régulière | Saison régulière | Saison régulière | Saison régulière | Saison régulière |   | Séries éliminatoires | Séries éliminatoires | Séries éliminatoires | Séries éliminatoires | Séries éliminatoires |
| Saison     | Équipe                    | Ligue      | PJ  | B                | A                | Pts              | Pun              | PJ               | B | A                    | Pts                  | Pun                  |                      |                      |
| 1975-1976  | Canadians de Kingston     | LHO        | 64  | 16               | 45               | 61               | 34               | -                | - | -                    | -                    | -                    |                      |                      |
| 1976-1977  | Canadians de Kingston     | LHO        | 4   | 2                | 2                | 4                | 4                | -                | - | -                    | -                    | -                    |                      |                      |
| 1977-1978  | Canadians de Kingston     | LHO        | 43  | 21               | 46               | 67               | 86               | -                | - | -                    | -                    | -                    |                      |                      |
| 1978-1979  | Firebirds de Philadelphie | LAH        | 2   | 0                | 0                | 0                | 0                | -                | - | -                    | -                    | -                    |                      |                      |
| 1978-1979  | Rockies du Colorado       | LNH        | 30  | 1                | 7                | 8                | 6                | -                | - | -                    | -                    | -                    |                      |                      |
| 1979-1980  | Texans de Fort Worth      | LCH        | 29  | 9                | 13               | 22               | 43               | -                | - | -                    | -                    | -                    |                      |                      |
| 1979-1980  | Rockies du Colorado       | LNH        | 40  | 4                | 5                | 9                | 22               | -                | - | -                    | -                    | -                    |                      |                      |
| 1980-1981  | Rockies du Colorado       | LNH        | 51  | 11               | 7                | 18               | 54               | -                | - | -                    | -                    | -                    |                      |                      |
| 1980-1981  | Bruins de Boston          | LNH        | 53  | 9                | 8                | 17               | 54               | 11               | 1 | 2                    | 3                    | 6                    |                      |                      |
| 1982-1983  | Skipjacks de Baltimore    | LAH        | 74  | 32               | 81               | 113              | 33               | -                | - | -                    | -                    | -                    |                      |                      |
| 1982-1983  | Bruins de Boston          | LNH        | 5   | 0                | 1                | 1                | 0                | 12               | 1 | 3                    | 4                    | 2                    |                      |                      |
| 1983-1984  | Bears de Hershey          | LAH        | 26  | 8                | 21               | 29               | 13               | -                | - | -                    | -                    | -                    |                      |                      |
| 1983-1984  | Bruins de Boston          | LNH        | 50  | 6                | 11               | 17               | 35               | 3                | 0 | 0                    | 0                    | 2                    |                      |                      |
| Totaux LNH | Totaux LNH                | Totaux LNH | 246 | 33               | 43               | 76               | 186              | 27               | 2 | 5                    | 7                    | 10                   |                      |                      |

## Parenté dans le sport
- Frère du joueur Paul Gillis.
- Oncle des joueurs Matt Pelech et Adam Pelech.